# Szombaték titkos világa
A Szombaték titkos világa (eredeti cím: The Secret Saturdays) amerikai televíziós rajzfilmsorozat, amely alkotója a kanadai Jay Stephens (az Emmy-díjas Tutenstein-é is egyben). Az első adást 2008. október 8-án, az USA-ban sugározták. A történet a kriptid nevű lényekkel foglalkozó, titkos tudós Szombat család kalandjairól szól, akik eme lényeket rejtegetik a világ elől. A világot körbeutazva tanulmányozzák a különböző fajokat, üldözve a megalomániás V. V. Argont, (Argoszt) a Végzetes Világ (Weirld World) házigazdáját. Magyarországon és Amerikában egyaránt a Cartoon Network sugározza.
A sorozatból egy DC Comics-képregény is megjelent.

## Gyártás
Amikor az ötlet kipattant Jay Stephens fejéből, a munkacím Kriptidek volt, a fenevadokról elnevezve. Egy világjáró kriptozoológus kutatócsapatot munkáltatott, mert valaha ők is azok voltak. Okapi, Komodo és Óriásszáj (Megamounth) az ők 9 éves ember-kabalájukkal, Francisszel, akik egy anti-detektív család voltak. Átszelve a vizet, a földet és a levegőt utazták körbe a Földet a világ legfurcsább teremtményei után kutatva. Ez a verzió nem keltette fel annyira az emberek figyelmét.
Hónapokkal később a Cartoon Network felvette a műsorra, arra várva, hogy akkora sikere legyen, mint a Ben 10-sorozatoknak. A 9 éves Francisből a 11 éves Szombat Zak lett és még sok más szereplőn végeztek változtatásokat. Egy időre a csatorna Szombat Zak titkos kalandjainak akarta elnevezni, de aztán megváltoztatták.
Ellentétben a többi misztikus sorozattal, a hőseink nem feltárni, hanem rejtegetni akarják a kriptideket. A műsor stílusát nagyban befolyásolta Alex Toth és a '60-as évek Hanna-Barbera akciósorozatai, mint a Jonny Quest és a Herkulóidsz.
2008 júliusában a Cartoon Network egy kampányt indított a műsor érdekében. Egyes kereskedelmi jellegek meghatározták a Szombat család állatait, így ők Komodo, Fiskerton és Zon lettek, Zak szülei pedig Doki és Drew lettek. A dokumentum egy Nottinghamsire nevű angliai helységen felfedezett kriptidet is emlegetett, egy bizonyos fantomot. Majd úgy alakult, hogy Fiskerton lett az a bizonyos fantom, amivel a sorozat egy főszereplőjévé vált. A sorozatban kiderült, hogy Fisknek óriási szerencséje volt, akkor, amikor a helyiek leégették a fáját és a család megmentette. Zak az első pillanatban felajánlott egy helyet a családjában. Az idő folyamán a San Diego Comic-Con 2008-ban említettek egy Végzetes Világ nevezetű műsort.

## Cselekmény
Szombat Zak, Drew és Doki egy világmegmentő tudóscsoport tagjai, akik megvédik a világot, ha baj van. Egy titkos bázison élnek valahol a Csendes-óceán partvidékén. A sorozatbeli mesék nem csak legendák, hanem valós misztériumok. A világot körbeutazva tárják fel a világ ősi templomait, veszélyes barlangjait, harcba keveredve különböző bűnözőkkel, főleg a Végzetes Világ házigazdájával, V. V. Argonnal és egy Varjú Leonidas (Van Rook) nevű kriptidekre specializálódott zsoldossal és segédjével.
Jay Stephens, az alkotó kijelentette, hogy az első 26 rész lesz a történet gerince, azokra épül majd a többi kaland. De ezen felül még 10 részt felvettek.

## Szereplők

### Szombat Zak
Eredeti hangja: Sam Lerner
Zak, Szombat Drew és Doki 11 éves fia (a 2. évadban már 12-13 éves). Apja néger, anyja valamilyen északi nép tagja. Zak örökölte apja barnaságát és haja nagy részét, de anyja génjei megmutatkoznak a hajában, a csillag alakban nőtt fehér tincsekben, ami miatt Zak egész jóképű, legalábbis Wadi, a távol-keleti barátja édesnek találja. Zak szülei titkos tudósok, ami miatt állandó veszélyben nőtt fel. Zak a Kur Kő megtalálása után született (röviddel az ásatás előtt fogant). Zak különleges pszichikai képessége, hogy képes a kriptideket befolyásolni. A lények annyira megbíznak benne, hogy ösztönösen engedelmeskednek neki. Fegyvere a karom, egy multifunkciós eszköz, ami segít egy pontba koncentrálni és növelni Zak erejét. Ez az energia részről részre nő. Az először még csak békákat irányító fiú rájön, hogy csak befolyásolni tudja a kriptideket, nem irányítani. Majd később, a meditáció hatására képes volt Kumari Kandam óriáskígyóját kontrollálni ami azelőtt nemigen sikerült. Dinamikus változást a Lemuria árnyiban című részben láthattunk, amikor Zak egész testét aura vette körül és behatolt Fiskerton tudatalattijába. A Kur feltámadása c. epizódban viszont egy energiagömb vette körül. Innentől az ereje új szintre lépett, erősebb lett és nehezebb az irányítása.
Gyerek létére nagyon erős és kitartó. Képes volt felmászni egy rádióadó tetejére egy felnőttet a vállán cipelve. A Fekete Hétfő-ben rádőlt egy szobor, amit hihetetlen módon egy monoklival és egy kis zúzódással megúszott. A Kumari Kandam Király-ban elég hosszú távot végigúszott egy levegővétellel és egy kézzel távol tartotta magától a kumariakat. A Bagolyember éjjel táplálkozik-ban egy hatalmas csontrakást rántott le. A Kriptid vs Kriptid-ben fegyvere a karom segítségével börtönrácsokat hajlított. A Célpont: Fiskerton-ban kitörte a metró üveget. Az Óriások eledelé-ben egy testes felnőtt favágót fegyverzett le. Az Atlas ék-ben elütötte magától egy óriáskígyó nyelvét, az Ahol húzódik a víz-ben kirángatta a vízből fuldokló nagybátyját. A Lemuria árnyaiban kirántott egy vastag fát és szétfeszített egy liftajtót. Majd a Kur feltámadásá-ban sikerült neki ami eddig senkinek a családjából: legyőzte a főellenséget.
Jó ideig azt hitték, hogy Kur egy ördögi kriptid, korlátlan erővel és halhatatlansággal, akit csak Zak tud megállítani. Egészen az Antarktiszi akcióig, ahol a Kur-érzékelő ereklyével megállapították, hogy az óriás, vörös kriptid nem Kur. Kiderült, hogy a világot elpusztító szörnyeteg reinkarnációja a Szombat család ifjú sarja, Zak. Születése előtt, a Kur Kő feltárása során elejtették azt és elszabadult az a hatalmas energia, megszállva egy testet, a még meg nem született Zak-et. Rani Nagi, a nagák királynője ezt azzal magyarázta, hogy sokkal nagyobb veszélyt jelent Kur ha az emberi és kriptid világban is otthon van. Ennek ellenére a család titkolja Zak természeti hovatartozását, továbbá, hogy az a sorsa, hogy ő lesz az emberiség elpusztítója.

### Szombat Salamon Doki
Eredeti hangja: Phil Morris
Zak édesapja 40 éves afro-amerikai multimilliárdos. Jobb szeme fölött egy villám alakú sebhely húzódik, ráadásul míg a bal szeme feltételezhetően hamis, az se kizárható, hogy félig vak. 14 harcművészet mestere. Fiatalkora óta zseninek számít, egész életét a kriptidek tanulmányozásával töltötte. Milliárd dolláros örökségéből egy óriási házat, űrhajót, tengeralattjárót, vadászrepülőt és sok más közlekedési eszközt épített. Kedvenc fegyvere egy ugyancsak multifunkciós high-tech kesztyű. Szerető apa, aki fiát felelősségre tanítja.

## Epizódok
| Bemutató dátuma | #  | Magyar cím                   | Angol cím                         |
| --------------- | -- | ---------------------------- | --------------------------------- |
|                 |    |                              |                                   |
| ELSŐ ÉVAD       |    |                              |                                   |
|                 |    |                              |                                   |
| 2009.05.04      | 01 | Kur köve                     | The Kur Stone                     |
| 2009.05.05      | 02 | Kur köve                     | The Kur Stone                     |
|                 |    |                              |                                   |
| 2009.05.06      | 03 | A Hibagon bosszúja           | The Vengeance of Hibagon          |
|                 |    |                              |                                   |
| 2009.05.07      | 04 | Jégbarlangok Ellef Rignesen  | The Ice Caverns of Ellef Ringnes  |
|                 |    |                              |                                   |
| 2009.05.08      | 05 | Ki lesz ma a vacsora?        | Guess Who’s Going to Be Dinner?   |
|                 |    |                              |                                   |
| 2009.05.11      | 06 | Kumari Kendam királya        | The King of Kumari Kandam         |
|                 |    |                              |                                   |
| 2009.05.12      | 07 | Varjú segédje                | Van Rook’s Apprentice             |
|                 |    |                              |                                   |
| 2009.05.13      | 08 | Hatszázötven Celsius-fokon   | Twelve Hundred Degrees Fahrenheit |
|                 |    |                              |                                   |
| 2009.05.14      | 09 | A bagolyember éjféli elesége | The Owlman Feeds at Midnight      |
|                 |    |                              |                                   |
| 2009.05.15      | 10 | Nyüzsgés a világűr szélén    | The Swarm at the Edge of Space    |
|                 |    |                              |                                   |
| 2009.05.18      | 11 | Víz nélkül                   | Eterno                            |
|                 |    |                              |                                   |
| 2009.05.19      | 12 | Fekete Hétfő                 | Black Monday                      |
|                 |    |                              |                                   |
| 2009.05.20      | 13 | Lények a ketrecben           | Cryptid vs. Cryptid               |
|                 |    |                              |                                   |
| 2009.05.21      | 14 | A vízalatti ház              | The Underworld Bride              |
|                 |    |                              |                                   |
| 2009.05.22      | 15 | A masina szelleme            | Ghost in the Machine              |
|                 |    |                              |                                   |
| 2009.05.25      | 16 | Valami úszik a vízben        | Something in the Water            |
|                 |    |                              |                                   |
| 2009.05.26      | 17 | A célpont: Fiskerton         | Target: Fiskerton                 |
|                 |    |                              |                                   |
| 2009.05.27      | 18 | Újra a rémálmok világában    | Once More the Nightmare Factory   |
|                 |    |                              |                                   |
| 2009.05.28      | 19 | Az ellopott tigris esete     | Curse of the Stolen Tiger         |
|                 |    |                              |                                   |
| 2009.05.29      | 20 | Kur őre                      | The Kur Guardian                  |
|                 |    |                              |                                   |
| 2009.07.05      | 21 | Óriások eledele              | Food of the Giants                |
|                 |    |                              |                                   |
| 2009.06.29      | 22 | Az Atlasz-ék                 | The Atlas Pin                     |
|                 |    |                              |                                   |
| 2009.06.30      | 23 | A varázslatos Párizs         | Paris Is Melting                  |
|                 |    |                              |                                   |
| 2009.07.01      | 24 | Ahol a víz az úr             | Where Lies the Engulfer           |
|                 |    |                              |                                   |
| 2009.07.02      | 25 | Lemuria árnyai               | Shadows of Lemuria                |
|                 |    |                              |                                   |
| 2009.07.03      | 26 | Kur feltámadása              | Kur Rising                        |
|                 |    |                              |                                   |
| MÁSODIK ÉVAD    |    |                              |                                   |
|                 |    |                              |                                   |
| 2010.06.06      | 27 | Kur                          | Kur                               |
| 2010.06.08      | 28 | Kur                          | Kur                               |
|                 |    |                              |                                   |
| 2010.06.09      | 29 | Az ezer szemű szörny         | The Thousand Eyes of Ahuizotl     |
|                 |    |                              |                                   |
| 2010.06.10      | 30 | A sötétség szájában          | Into the Mouth of Darkness        |
|                 |    |                              |                                   |
| 2010.06.11      | 31 | Garuda légiója               | Legion of Garuda                  |
|                 |    |                              |                                   |
| 2010.06.14      | 32 | Tsul Kalu visszatérése       | The Return of Tsul ’Kalu          |
|                 |    |                              |                                   |
| 2010.06.15      | 33 | Szemtől szembe               | The Unblinking Eye                |
|                 |    |                              |                                   |
| 2010.06.16      | 34 | Föld alatti élet             | Life in the Underground           |
|                 |    |                              |                                   |
| 2010.06.17      | 35 | Az alakváltó                 | And Your Enemies Closer           |
|                 |    |                              |                                   |
| 2010.06.18      | 36 | Kriptidek háborúja           | War of the Cryptids               |
|                 |    |                              |                                   |

## Játékok
- A sorozatból készült egy videójáték is, amely címe The Secret Saturdays: Beasts of the 5th sun. Ez 2009-ben jelent meg PlayStation 2-re, PSP-re, Wii-re és Nintendo DS-re is.[2]

## Fordítás
- Ez a szócikk részben vagy egészben  a   The_Secret_Saturdays című angol Wikipédia-szócikk fordításán alapul.  Az eredeti cikk szerkesztőit annak laptörténete sorolja fel. Ez a jelzés csupán a megfogalmazás eredetét és a szerzői jogokat jelzi, nem szolgál a cikkben szereplő információk forrásmegjelöléseként.